# مالیک بنتالها
مالیک بنتالها (به انگلیسی: Malik Bentalha) (زاده ۱ مارس ۱۹۸۹) بازیگر فرانسوی است.
از فیلم‌های معروف او می‌توان به بازی در فیلم پاتایا و تاکسی5 اشاره کرد.